# 난강전람관역

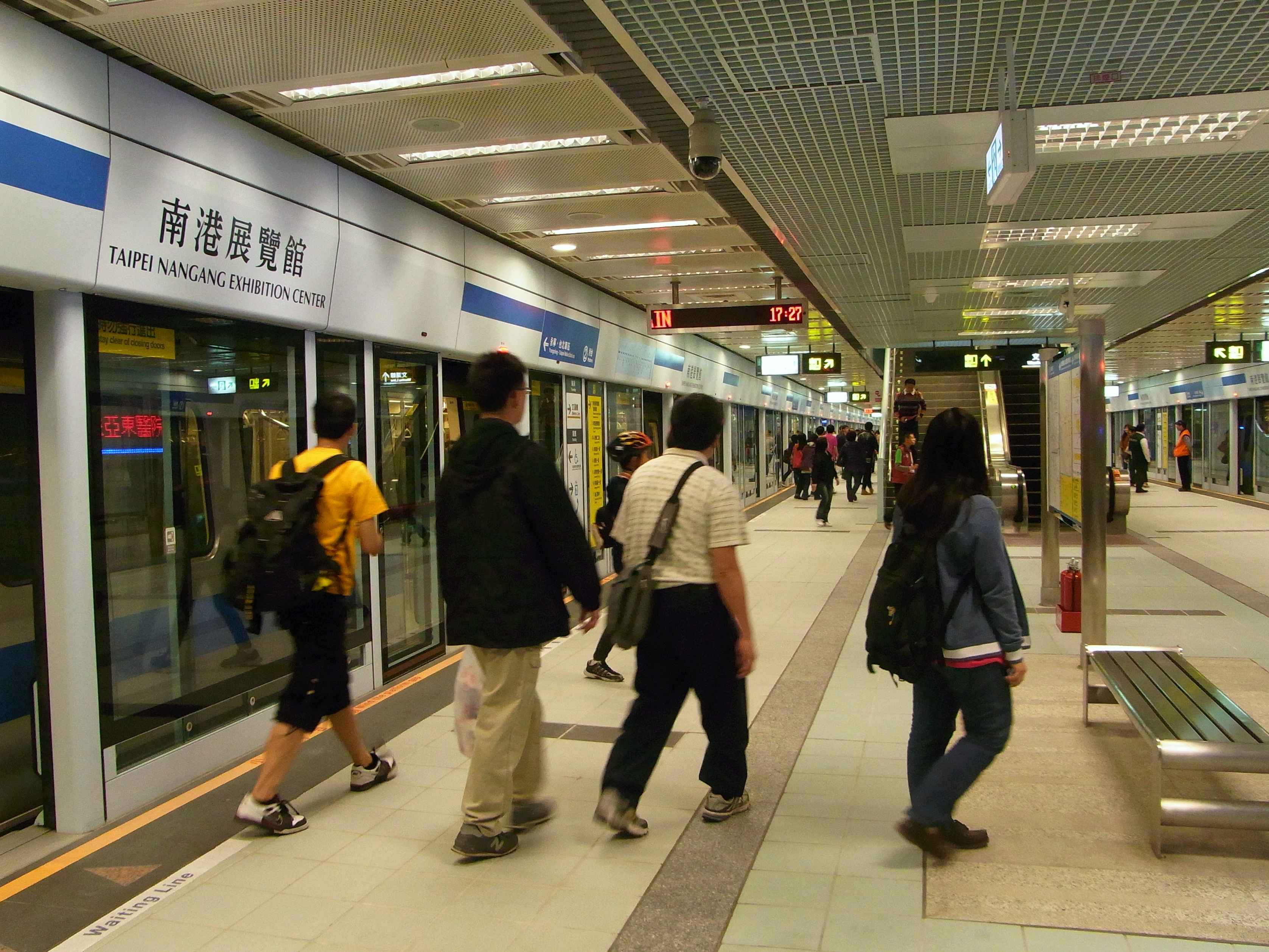
난강선 승강장

난강전람관역(중국어 정체자: 南港展覽館站, 한자음: 남항전람관참)은 대만 타이베이시 난강구에 위치한 타이베이 첩운 원후선과 반난선의 환승역이다. 양 노선 모두 밀폐형 스크린도어를 가지고 있으며, 또한 본역의 네이후선 승강장은 시후 역과 함께 원후선에서 둘뿐인 고가 섬식 승강장이다. 원후선의 나머지 고가역은 상대식 승강장이다. 1번 출구 중 하나가 타이베이 난강 전람관 1관과 연결되어있다.
난강전람관 역은 현재 타이베이 첩운의 가장 동쪽과 가장 가까운 역이며, 타이베이 첩운의 유일한 양노선의 공동 종착역이기도 하다. 이 역은 신베이시 시즈구에 인접해 있으며, 네이후 차량기지(內湖機廠)는 네이후 선 역의 북동쪽에 있다.
2017년 3월에 발표된 새로운 "지룽 경전철(基隆輕軌)" 계획에서는, 트램 트레인 방식을 사용하며, 이 역을 노선의 종착역으로 사용하고, 새로운 평면역을 건설하고, 총 19 km로, 2022년에 운행할 예정이다.

## 개요
- 이 역은 난강 로(南港路) 양측, 우옌주위안 로(與研究院路)와 징마오 2로(經貿二路)의 교차로, 징마오 1로(經貿一路) 입구에 있다.
- 역번호는 BR24／BL23이다.
- 역명은 북쪽에 위치한 타이베이 세계 무역 센터(台北世界貿易中心)의 난강 전람관(南港展覽館)에서 따왔다.
- 난강전람관 역은 계획 기간 동안 징마오 남역(經貿南站)으로 불렀으며, 북쪽의 난강 소프트웨어 단지 역은 이전에는 징마오 북역(經貿北站)이라 불렀다.
- 이 역은 타이베이 첩운 원후선의 고가 종착역으로, 2009년 7월 4일에 개통되었으며, 타이베이 MRT 공사에서 운영한다.
- 이 역은 타이베이 첩운 반난선의 지하 종착역으로, 2011년 2월 27일에 개통되었으며, 타이베이 MRT 공사에서 운영한다.
- 이 역은 지룽 경전철(基隆輕軌)의 종착역으로 기획되었으며, 2022년에 개통될 예정이고, 운영 조직은 타이완 철로 관리국이 된다.[3][4]

## 역 구조
이 역은 타이베이 첩운 네트워크의 동쪽에 있는 가장 중요한 환승역이므로, 이 역은 고가에는 중간 수송량, 지하에는 높은 수송량으로 설계되었으며, 웨난강 로(越南港路)를 지나는 지하 통로와 직접 연결된다. 일반철도와 고속철도 터널이 지하철역과 나란히 있으나, 해당하는 역은 없다. 네이후 선과 난강 선 통틀어 총 7개의 출구가 있다.
 : 고가 역, 1면 섬식 승강장
 : 지하 역, 1면 섬식 승강장

### 층별 역 구조
| 지상 3층 | 1번 선로                           | 원후선 하차 전용 승강장(승차용으론 열리지 않음)                                 |
| 지상 3층 | 섬식 승강장, 왼쪽 문이 열림        |                                                                                 |
| 지상 3층 | 2번 선로                           | 원후선 동물원 방면（난강소프트웨어단지） →                                      |
| 지상 2층 | 시설층                             | 에어컨 시설 공간 객실                                                           |
| 지상 1층 | 출구                               | 출구, 대합실, 연락처 정보, 티켓 자동 판매기, 개찰구 화장실(역 구내 북쪽은 유료) |
| 지하 1층 | 연결층 주차장                      | 지하주차장                                                                      |
| 지하 1층 | 연결층 주차장                      | 지하도(난강 로 아래)네이후선 A출구와 연결                                       |
| 지하 2층 | 대합실                             | 역 대합실, 연락처 정보, 티켓 자동 판매기, 개찰구 화장실(역 구외 서쪽은 유료)    |
| 지하 3층 | 1번 선로                           | 반난선 딩푸/야둥병원 방면(난강) →                                               |
| 지하 3층 | 섬식 승강장, 왼쪽/오른쪽 문이 열림 |                                                                                 |
| 지하 3층 | 2번 선로                           | 반난선 딩푸/야둥병원 방면(난강) →                                               |

※본역의 원후 선 부분이 개통 된 후, 타이베이 MRT 공사는 "난강전람관-난강"까지 무료 셔틀 버스를 추가하여. 본역의 반난선이 개통되어 반난선과 원후선의 환승이 될때까지 운영되었다.

### 역 출구

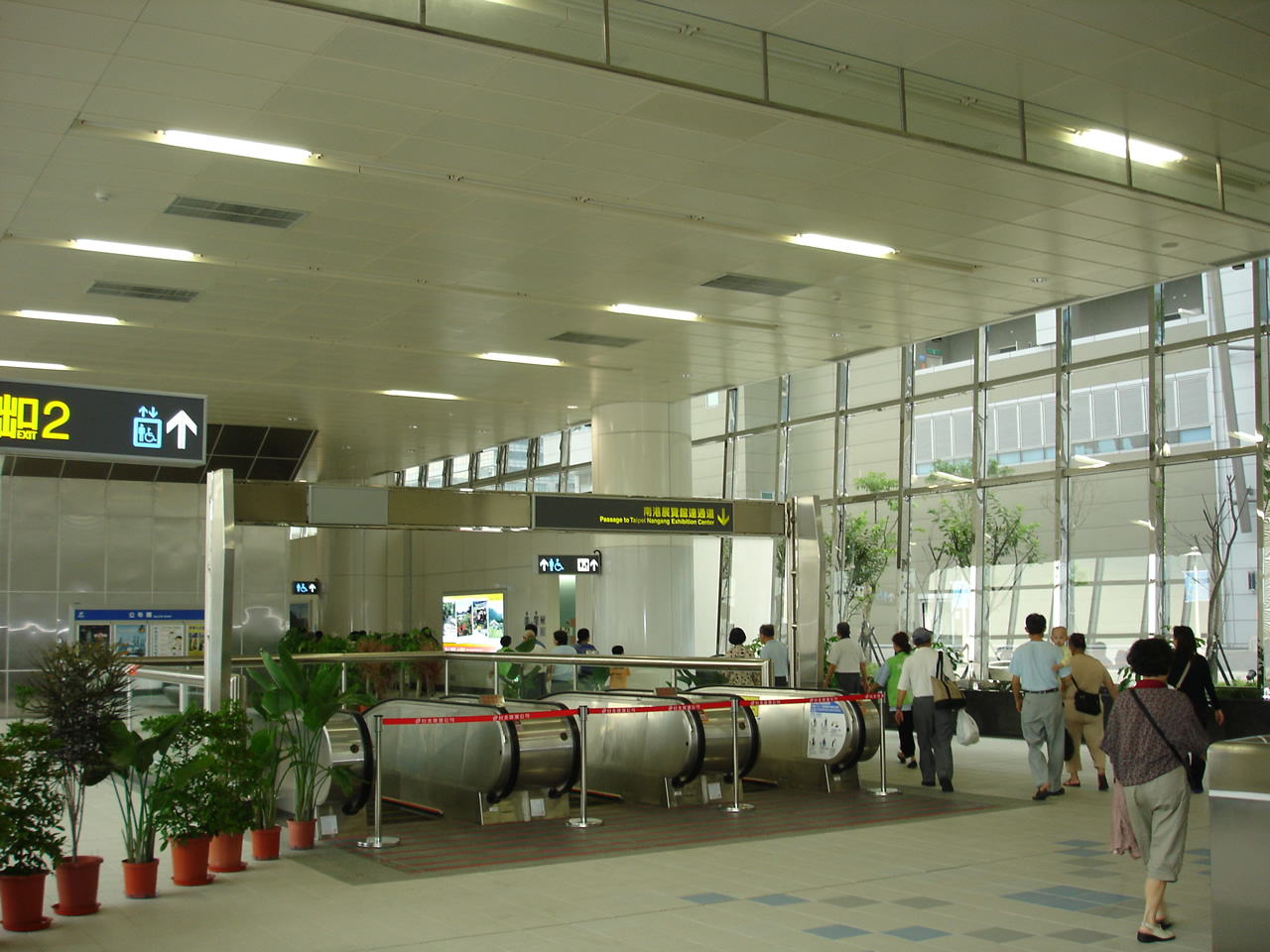
네이후선 난강전람관역 내부

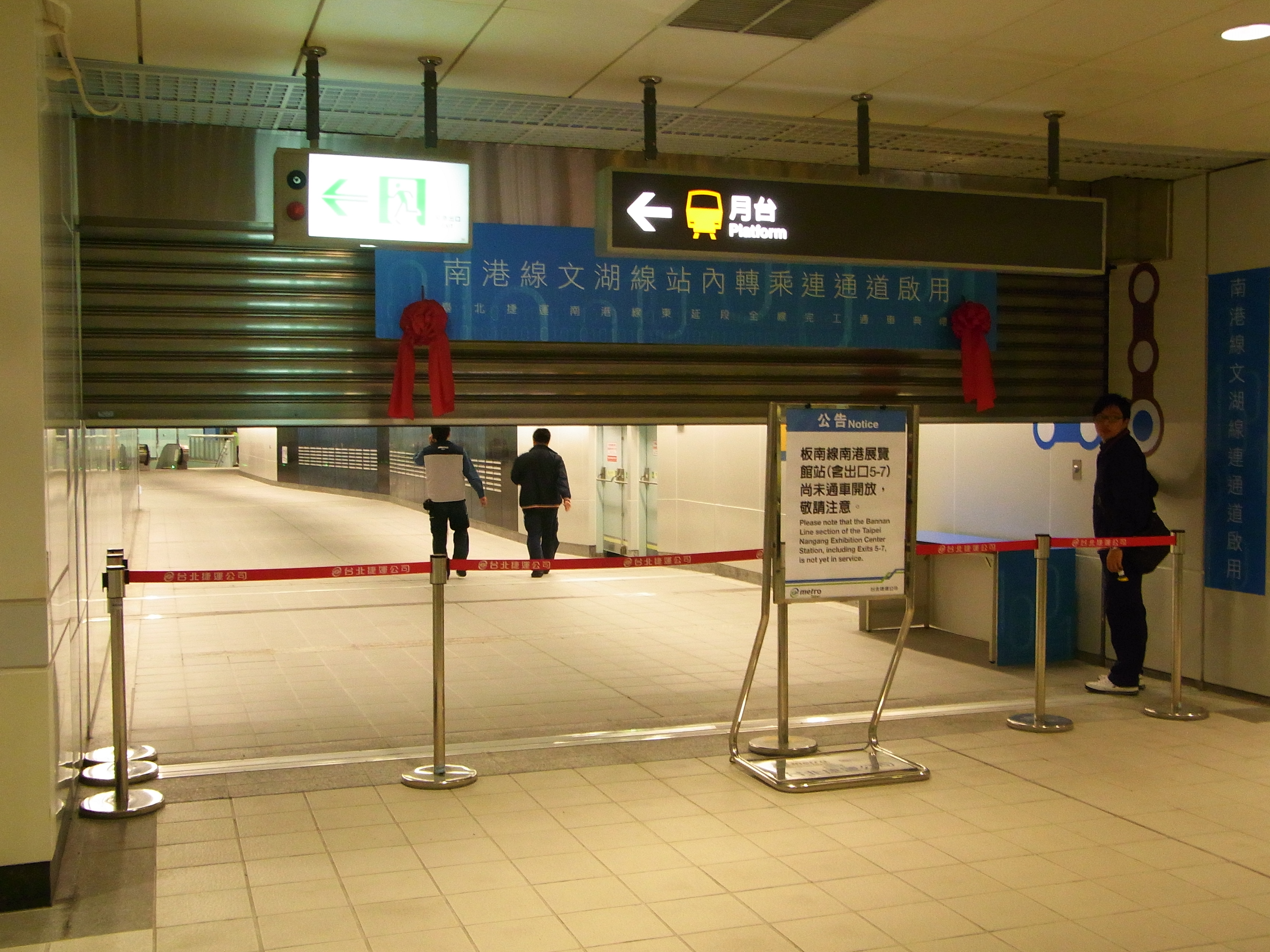
개통전 네이후선-난강선 환승통로(2011년 2월 25일 촬영)

1,2,2A번 출구는 종선 역의 서쪽 끝에, 3,4번 출구는 종선 역 동쪽 끝에, 5,6번 출구는 남선 역 북측, 7번 출구는 남선 역 남측에 있으며, 엘리베이터는 1,2,5번 출구에 있다.
- 출구1：난강전람관 연결통로 (징마오2로 동측, 난강전람관 외）
- 출구2：난강전람관(난강로 북측, 징마오2로구)
- 출구2A：난강전람관（난강로 북측, 징마오2로구)
- 출구3：난강로1단（난강로 북측, 징마오1로구)
- 출구4：징마오1로 (징마오1로 서측)
- 출구5：옌지우위안로 1단
- 출구6：난강로1단（난강로 남측, 버스 환승후 시즈,치두,지룽)
- 출구7：타이베이 시립 청정 중학교 (후캉 가1항 16롱)

## 공공 예술
- 「공중지하(空中之河)」는 이 역의 설치 작품으로 스테인레스 스틸과 도장된 아크릴 유리로 제작되었다. 채광창 아래의 승강장 중앙에 위치합니다. 제작자는 라이춘춘(賴純純)이다.

- 「아문적사방공공예술(我們的私房公共藝術)」은 난강전람관 역의 대합실에 있다. 제작자는 황신젠(黃心健)이다.

- 「쾌역만(快或慢)」은 원후선으로 연결되는 난강전람관 역의 가이드 포스트의 양쪽 벽에 있다. 제작자는 미우라 고이치로(三浦光一郎)이다.

- 「광극(光隙)」은 난강전람관 역 서쪽의 사각형 기둥에 있다. 제작자는 좡푸(莊普)이다.

- 「약영(掠影)」은 난강전람관 역 지면층 전면에 있다. 제작자는 첸후이자오(陳慧嶠)이다.

## 역 기념장
이 역은 난강 전람관을 주제로 하여, 첩운 출구의 전체 모양을 잘 어울리도록 하였다.

## 인근 역세권
- 타이베이 난강 전람관 1관(台北南港展覽館1館)
- 난강 연체원구(南港軟體園區)
- 네이후 공장(內湖機廠)
- 중국신탁 금융원구
- 난시 공원(南汐公園)
- 강자이커우더안 사당(港仔口德安廟)
- 타이베이 난강 전람관 2관(台北南港展覽館2館)
- 중난가(中南街)
- 난강 구농회(南港區農會)
- 타이베이 시립 청정 중학교(誠正國中)
- 푸캉 가(富康街)
- 헝커 로(橫科路)
- 리싱 교(力行橋)
- 난강 로(南港路) 1단
- 시도 제109호선 (현도 제109호선, 研究院路一段）
- 중샤오 동로(忠孝東路) 7단
- 시민 대로(市民大道) 8단
- YouBike MRT 난강전람관 역 (5번 출구)
- 타이완 고속철로공사(台灣高速鐵路公司)
- 난강 카이사르 호텔(凱撒大飯店) (건설중, 2020년 완공 예정)
- 난강 한라이 호텔(漢來大飯店) (건설중, 2020년 완공 예정)

## 버스 정보
정류장명은 3가지로 《MRT 난강 전람관 역 (난강로)》, 《MRT 난강 전람관 역 (징마오2)》, 《MRT 난강 전람관 역 (징마오1로)》가 있다.
| 번호                           | 사업자                                             | 구간                       | 비고                                                                                               |
| ------------------------------ | -------------------------------------------------- | -------------------------- | -------------------------------------------------------------------------------------------------- |
| 605                            | 중싱 버스(中興巴士)                                | 시즈 - 타이베이 역         | MRT 난강 전람관 역 (난강로) 정류소에 정차                                                          |
| 605副(605푸)                   | 중싱 버스(中興巴士)                                | 시즈－타이베이 역          | MRT 난강 전람관 역 (난강로) 정류소에 정차                                                          |
| 605新台五(605신타이우)         | 중싱 버스(中興巴士)                                | 시즈－타이베이 역          | MRT 난강 전람관 역 (난강로) 정류소에 정차                                                          |
| 668                            | 중싱 버스(中興巴士)                                | 시즈－공관                 | MRT 난강 전람관 역 (난강로) 정류소에 정차                                                          |
| 675                            | 중싱 버스(中興巴士)                                | 시즈－공관                 | 환둥 대로, 난강 동로 통과 MRT 난강 전람관 역 (난강로), MRT 난강 전람관 역 (징마오2) 정류소에 정차  |
| 678                            | 신베이 객운(新北客運)                              | 시즈－타이베이시청 역      | 신베이 시 버스에 속한다. 휴일에 정차. MRT 난강 전람관 역 (난강로) 정류소에 정차                    |
| 817                            | 신베이 객운(新北客運)                              | 시즈－우펀부               | 신베이 시 버스에 속한다. MRT 난강 전람관 역 (난강로) 정류소에 정차                                 |
| 823                            | 타이베이 객운(台北客運), 다두후이 객운(大都會客運) | 주좡－시즈                 | 신베이 시 버스에 속한다. MRT 난강 전람관 역 (난강로), MRT 난강 전람관 역 (징마오1로) 정류소에 정차 |
| 919                            | 신베이 객운(新北客運)                              | 우두－중샤오푸싱 역        | 신베이 시 버스에 속한다. MRT 난강 전람관 역 (난강로), MRT 난강 전람관 역 (징마오2) 정류소에 정차   |
| 951                            | 중싱 버스(中興巴士), 지난 객운(指南客運)           | 시즈－신뎬                 | 신베이 시 버스에 속한다. MRT 난강 전람관 역 (난강로), MRT 난강 전람관 역 (징마오2) 정류소에 정차   |
| 忠孝新幹線(중샤오신간셴)       | 중싱 버스(中興巴士), 광화 버스(光華巴士)           | 타이베이 역－난강전람관    | MRT 난강 전람관 역 (징마오2) 정류소에 정차                                                         |
| 棕19(종19)                     | 둥난 객운(東南客運)                                | 다후 산장－난강 역         | MRT 난강 전람관 역 (징마오2) 정류소에 정차                                                         |
| 藍15(남15)                     | 중싱 버스(中興巴士)                                | 시즈－MRT 쿤양 역          | 신베이 시 버스에 속한다. MRT 난강 전람관 역 (난강로) 정류소에 정차                                 |
| 藍21                           | 광화 버스(光華巴士)                                | 서허우푸더 로－MRT 난강 역 | 신베이 시 버스에 속한다. MRT 난강 전람관 역 (난강로) 정류소에 정차                                 |
| 藍21副                         | 광화 버스(光華巴士)                                | 시즈서허우－난강 역        | 신베이 시 버스에 속한다. MRT 난강 전람관 역 (난강로) 정류소에 정차                                 |
| 藍22                           | 신베이 객운(新北客運)                              | 시즈－난강 공영주택        | 신베이 시 버스에 속한다. MRT 난강 전람관 역 (난강로) 정류소에 정차                                 |
| 藍23                           | 광화 버스(光華巴士)                                | 서허우－MRT 쿤양 역        | 신베이 시 버스에 속한다. MRT 난강 전람관 역 (난강로) 정류소에 정차                                 |
| 藍39                           | 광화 버스(光華巴士)                                | 서허우－난강 역            | 신베이 시 버스에 속한다. MRT 난강 전람관 역 (난강로) 정류소에 정차                                 |
| 藍39副                         | 광화 버스(光華巴士)                                | 시즈서허우－난강 역        | 신베이 시 버스에 속한다. MRT 난강 전람관 역 (난강로) 정류소에 거의 정차                            |
| 藍51                           | 둥난 객운(東南客運)                                | MRT 쿤양 역－안타이리      | MRT 난강 전람관 역 (징마오2) 정류소에 정차                                                         |
| 內科通勤專車7(네이커통근단차7) | 신베이 객운(新北客運)                              | 시즈－네이후 과학원구      | MRT 난강 전람관 역 (난강로) 정류소에 정차                                                          |
| 市民小巴15(공용미니버스15)     | 다난 자동차(大南汽車)                              | MRT 쿤양 역－난강전람관 역 | MRT 난강 전람관 역 (징마오2) 정류소에 정차                                                         |
| 1032                           | 지룽 객운(基隆客運)                                | 지룽－반차오               | 공로객운(公路客運)에 속한다. MRT 난강 전람관 역 (난강로) 정류소에 정차                             |

### 국도객운(國道客運)
| 사업자                                                                | 노선 | 구간 | 비고                                                       |
| --------------------------------------------------------------------- | ---- | --- | ---------------------------------------------------------- |
| 궈광 객운(國光客運)                                                   | 1843 | 난강－MRT 난강 전람관 역 (징마오2)－네이후 행정센터－루이광 로－타오위안 국제공항（T1 & T2）                                                   | 징네이후 2017년 4월18일 부터 난강 환승센터(서부)까지 연장. |
| 궈광 객운(國光客運)                                                   | 1877 | 위안산－중산 고속공로－탄메이 소학교(청궁)－난강 역－MRT 난강전람관 역－환둥 대로－북2고속공로－베이이 고속공로－터우청－ 우쓰 항              | 터우청 직달차(直達車)                                      |
| 궈광 객운(國光客運)                                                   | 1878 | 위안산－중산 고속공로－탄메이 소학교(청궁)－난강 역－MRT 난강전람관 역－환둥 대로－북2고속공로－베이이 고속공로－좡웨이 역－ 이란              | 이란 직달차                                                |
| 궈광 객운(國光客運)                                                   | 1879 | 위안산－중산 고속공로－탄메이 소학교(청궁)－난강 역－MRT 난강전람관 역－환둥 대로－북2고속공로－베이이 고속공로－ 뤄둥－둥산－쑤아오－난팡아오 | 수아오 전정차(全程車)                                      |
| 궈광 객운(國光客運)                                                   | 1879 | 위안산－중산 고속공로－탄메이 소학교(청궁)－난강 역－MRT 난강전람관 역－환둥 대로－북2고속공로－베이이 고속공로－뤄둥                          | 뤄둥 직달차                                                |
| 서우두 객운(首都客運) (도회지성) 다두후이 객운(大都會客運) (도회지성) | 9026 | 지룽 타푸룬－－차오준 사구(지룽창겅 기념병원)－－시즈－신타이5로－MRT 난강전람관 역－난강 역                                                   |                                                            |
| 지난 객운(指南客運), 중리 객운(中壢客運)                              | 9069 | MRT 난강전람관 역－난강 역－쑹산 역 (바더)－MRT 난징푸싱 역－중산 고속공로－신광삼월－타오위안 영민병원－ 중리 객운 타오위안 역(중리역)        |                                                            |

## 역사
- 이 역의 건설 당시 역명은 징마오 남역(중국어: 經貿南站, 영어: Nangang Business Park South)이라고 불렀다가, 이후에 현재 명칭으로 대체되었다.[5]
- 2009년 2월 22일 : 네이후 선(內湖線) 난강 전람관 역 완공.
- 2009년 7월 4일 : 네이후 선의 개통과 동시에 중샤오푸싱 역에 대한 부담을 줄이기 위해 난강 선의 난강 역과 본 역 사이에 무료 셔틀버스(지난 객운(指南客運)의 주도)를 운영했다.
- 2011년 2월 27일 : 오후 2시경 난강 선"난강 전람관-난강" 구간이 공식 개통됨에 따라, 난강 선 승강장의 운영이 시작되고, 오후 3시에 두 역간의 무료 셔틀 버스 연결이 종료되었다.[1]
- 2015년 8월 8일 : 반난 선 난강전람관 역에서 휴일에 자전거 승차가 가능해졌으나, 원후 선에는 여전히 승차할 수 없다.

## 인접 정차역
| 타이베이 첩운 원후선 | 타이베이 첩운 원후선 | 타이베이 첩운 원후선             |
| -------------------- | -------------------- | -------------------------------- |
| 시·종착역            | 타이베이 첩운 원후선 | 난강 소프트웨어 단지 동물원 방면 |
| 타이베이 첩운 반난선 |                      |                                  |
| 시·종착역            | 타이베이 첩운 반난선 | 난강 딩푸 방면                   |